# Santiago del Arroyo
Santiago del Arroyo es una pedanía del municipio de San Miguel del Arroyo, en la provincia de Valladolid, comunidad autónoma de Castilla y León, España.
El pueblo se encuentra al pie de un cerro de Rocas calcáreas  / calizas cubierto con bosque de Pinos piñoneros  (Pinus pinea). Pasa por el pueblo el Arroyo del Henar y la autovía A-601 Valladolid - Segovia. El pueblo se encuentra a 37 km de Valladolid, 6,7km de Portillo, 20 km de Cuéllar, y 78km de Segovia.

## Evolución demográfica
| Año     | 2000 | 2001 | 2002 | 2003 | 2004 | 2005 | 2006 | 2007 | 2008 | 2009 | 2010 | 2011 | 2012 | 2013 | 2014 | 2015 | 2016 | 2017 | 2018 | 2019 | 2020 | 2021 | 2022 |
| Hombres | 95   | 96   | 91   | 88   | 89   | 91   | 91   | 95   | 92   | 95   | 93   | 92   | 89   | 86   | 86   | 83   | 79   | 74   | 68   | 66   | 66   | 63   | 61   |
| Mujeres | 88   | 95   | 93   | 92   | 91   | 89   | 94   | 91   | 85   | 83   | 81   | 77   | 75   | 72   | 66   | 67   | 67   | 68   | 66   | 67   | 67   | 68   | 66   |
| Total   | 183  | 191  | 184  | 180  | 180  | 180  | 185  | 186  | 177  | 181  | 177  | 177  | 172  | 167  | 163  | 158  | 154  | 146  | 134  | 133  | 133  | 131  | 127  |

## Puntos de interés
- San Miguel del Arroyo

- Datos: Q6121261
- Multimedia: Santiago del Arroyo / Q6121261